# Los församling
Los församling var en församling i Uppsala stift och i Ljusdals kommun i Gävleborgs län. Församlingen uppgick 2002 i Los-Hamra församling.

## Administrativ historik
Församlingen bildades 1748 genom utbrytning ur Färila församling som bruksförsamling, 1820 kapellförsamling. 
Församlingen var mellan 1748 och 1846 annexförsamling i pastoratet Färila och Los. 1 november 1846 överfördes Hamra församling som kapellag till denna församling som från denna tidpunkt till 1995 var moderförsamling i pastoratet Los och Hamra, där Hamra församling utbröts 8 augusti 1931. Från 1995 var församlingen annexförsamling i pastoratet Färila, Kårböle, Los och Hamra. Församlingen uppgick 2002 i Los-Hamra församling.

## Befolkningsutveckling
| Befolkningsutvecklingen i Los församling 1750–1990 | Befolkningsutvecklingen i Los församling 1750–1990 | Befolkningsutvecklingen i Los församling 1750–1990 | Befolkningsutvecklingen i Los församling 1750–1990 | Befolkningsutvecklingen i Los församling 1750–1990 |
| --- | -------------------------------------------------- | -------------------------------------------------- | -------------------------------------------------- | -------------------------------------------------- |
| |                                                    |                                                    |                                                    |                                                    |
| År |                                                    |                                                    | Folkmängd                                          |                                                    |
| 1750 | 1750                                               |                                                    | 150                                                |                                                    |
| 1760 | 1760                                               |                                                    | 164                                                |                                                    |
| 1769 | 1769                                               |                                                    | 194                                                |                                                    |
| 1810 | 1810                                               |                                                    | 171                                                |                                                    |
| 1820 | 1820                                               |                                                    | 208                                                |                                                    |
| 1830 | 1830                                               |                                                    | 261                                                |                                                    |
| 1840 | 1840                                               |                                                    | 313                                                |                                                    |
| 1850 | 1850                                               |                                                    | 414                                                |                                                    |
| 1860 | 1860                                               |                                                    | 583                                                |                                                    |
| 1870 | 1870                                               |                                                    | 428                                                |                                                    |
| 1880 | 1880                                               |                                                    | 622                                                |                                                    |
| 1890 | 1890                                               |                                                    | 2 167                                              |                                                    |
| 1900 | 1900                                               |                                                    | 2 422                                              |                                                    |
| 1910 | 1910                                               |                                                    | 2 908                                              |                                                    |
| 1920 | 1920                                               |                                                    | 3 462                                              |                                                    |
| 1930 | 1930                                               |                                                    | 3 728                                              |                                                    |
| 1940 | 1940                                               |                                                    | 1 810                                              |                                                    |
| 1950 | 1950                                               |                                                    | 1 749                                              |                                                    |
| 1960 | 1960                                               |                                                    | 1 487                                              |                                                    |
| 1970 | 1970                                               |                                                    | 1 029                                              |                                                    |
| 1980 | 1980                                               |                                                    | 656                                                |                                                    |
| 1990 | 1990                                               |                                                    | 525                                                |                                                    |
| Anm: Tabellen visar Los församling 1750-1840, Los församling exlusive Hamra kapell 1850-1880, Los församling med Hamra 1890-1930 och Los församling exklusive Hamra församling 1940-1990. Källor: Umeå universitet - Tabellverket 1749-1859, Demografiska databasen, CEDAR, Umeå universitet. |                                                    |                                                    |                                                    |                                                    |

## Kyrkor
- Los kyrka